# Diocèse de Pistoia
Le diocèse de Pistoia (en latin : Diœcesis Pistoriensis ; en italien : Diocesi di Pistoia) est un diocèse de l'Église catholique en Italie, suffragant de l'archidiocèse de Florence et appartenant à la région ecclésiastique de Toscane.

## Territoire
Il est situé sur trois provinces de Toscane. La plus grande partie du diocèse est sur la province de Pistoia, les autres parties de la province étant dans l'archidiocèse de Lucques et les diocèses de Pescia et San Miniato. Les trois communes de Poggio a Caiano, Carmignano et Montemurlo sont dans la province de Prato, l'autre partie de cette province se trouvant dans le diocèse de Prato. Enfin il possède la commune de Capraia e Limite et la plus grande partie de Vinci dans la ville métropolitaine de Florence.
Son territoire a une superficie de 821 km2 divisé en 160 paroisses regroupées en 9 archidiaconés. L'évêché est à Pistoia avec la cathédrale saint Zénon. Dans la même ville, l'église de l'Annonciation (it) garde le corps du bienheureux Bonaventure de Pistoie, servite de Marie. La ville de Poggio a Caiano est lieu de pèlerinage envers la bienheureuse Marie Marguerite Caiani, fondatrice des franciscaines minimes du Sacré-Cœur.

## Histoire
Selon la tradition dépourvue de tout fondement historique, pour évangéliser la Toscane, saint Pierre envoie saint Romulus qui devient 1er évêque de Pistoia. Les récentes découvertes archéologiques nous permettent de dater une certaine présence chrétienne à Pistoia au cours du Bas-Empire romain. Le premier document historique parlant d'un évêque de Pisto, bien que celui-ci ne soit pas nommé, est une lettre du pape Gélase Ier vers l'an 492/496. Dans une lettre du pape Pélage Ier de 557, sont mentionnés les noms de 7 évêques de la Tuscia Annonaria (it) mais sans indication des centres d'appartenance respectifs.
Jusqu'à la fin du VIIe siècle, il n'y a plus de référence documentaire du siège de Pisto. Le silence des sources, du milieu du VIe siècle au début du VIIIe siècle, l’absence des évêques de Pistoia aux conciles de 649 et 680, où de nombreux évêques de la Tuscia sont présents, conduit certains érudits (Chiappelli) à émettre l'hypothèse d'une suppression temporaire du diocèse et son incorporation dans celui de Lucques ; et c’est précisément à l’évêque de Lucuqes que Jean, en 700, demande la confirmation de son élection. Jean est également le premier évêque de Pistoia dont le nom est connu avec certitude. La série d'évêques sûrs de Pistoia reprend avec Guillerad au début du IXe siècle, documentée de 806 à 812. Selon l'historien diocésain Sabatino Ferrali, les évêques rapportés par la chronologie locale pour le VIIIe siècle sont fictifs, également insérés pour combler le fossé entre Jean Ier et Guillerad.
Au Moyen Âge, l'évêque de Pistoia joue un rôle politique important dans le gouvernement de la ville, qui se concrétise au XIe siècle avec une seigneurie de facto. Avec la naissance et l'émergence de l'autonomie municipale et la rédaction des premiers statuts de la ville, le pouvoir des évêques entre en crise, jusqu'à sa disparition complète dans la seconde moitié du XIIe siècle. Le plus grand contraste entre les évêques et les autorités de la ville a lieu en 1137, lorsque les consuls volent le trésor de la cathédrale et occupent le clocher, en l’utilisant comme tour civique. Avec la médiation de l'évêque saint Atton (it), la crise est réglée en 1145. Entre le XIIe siècle et le XIIIe siècle, le territoire diocésain est organisé en piève et paroisses , en conservant cette structure qui reste en place jusqu'aux réformes de Scipione de' Ricci à la fin du XVIIIe siècle. Un livre de 1274 note que la division du territoire diocésain est de 35 pièves et 182 paroisses.
Le 10 mai 1419, coïncidant avec la formation de la république de Florence, le diocèse devient suffragant de l'archidiocèse de Florence, perdant ainsi son exemption. Pour mettre fin aux querelles qui ont lieu depuis le XIIe siècle entre l'évêché et la piève de Santo Stefano di Prato, le pape Pie II érige cette dernière en prélature territoriale par la bulle Etsi cunctae du 5 septembre 1463 en la plaçant sous exemption, donc totalement indépendante de la juridiction des évêques de Pistoia. En 1471, l'évêque Donat de Medicis fonde un mont-de-piété. C’est tardivement que les décrets décidés par le concile de Trente s’appliquent dans le diocèse. Parmi les principaux défenseurs de la réforme tridentine, il convient de citer l'évêque Alessandro del Caccia, évêque de Pistoia de 1600 à 1649. Le séminaire n’est créé qu’en 1693 avec l’évêque Leone Strozzi dans l’ancien couvent augustin, s’installe sur la piazza San Leone au début du XVIIIe siècle et définitivement transféré dans les locaux de l’ancien couvent des franciscains de Santa Chiara en 1783.
Le 22 septembre 1653, le diocèse de Prato est érigé par la bulle Redemptoris nostra du pape Innocent X avec un territoire séparé du diocèse de Pistoia, auquel Prato est simultanément uni aeque principaliter. Le diocèse subit une nouvelle légère modification territoriale vers la fin du XVIIIe siècle avec l'agrégation de plusieurs paroisses séparées du diocèse de Bologne.
Le 19 septembre 1786, Mgr Scipione de' Ricci inaugure l'important synode de Pistoia qui s'acheva le 28 septembre. Dans ce synode, l'évêque promeut des réformes jansénistes dans la liturgie, l'éducation, la discipline du clergé, la doctrine et interdit le culte du Sacré-Cœur de Jésus. Le synode seme la confusion dans le diocèse, au point d'une menace de schisme dans toute la Toscane. En 1790, en l'absence de l'évêque, les chapitres de Pistoia et de Prato refusent les décrets synodaux. Après un examen de six ans, la bulle Auctorem fidei du pape Pie VI condamne 85 thèses approuvées par le synode, dont 7 sont qualifiées d'hérétiques et les autres de schismatiques. À la suite de cette condamnation, Mgr Ricci, qui a déjà renoncé au diocèse en 1791, se rétracte et se soumet à l'autorité du pape. Les effets du synode de Scipione de Ricci se font sentir tout au long du XIXe siècle, au cours duquel les évêques prennent soin de réaffirmer la condamnation du synode de 1786 et à la fidélité de l'Église. Parmi ceux-ci, il convient de rappeler l'évêque Enrico Bindi qui, lors du premier concile œcuménique du Vatican, intervient pour demander que le terme pistoriens ne soit plus utilisé comme synonyme de jansénistes, et qu'il œuvre à la consécration de la ville au Sacré-Cœur de Jésus, une initiative reprise par Mgr Gabriele Vettori en 1917.
En 1916, en vertu du décret ex officio divinitus de la congrégation pour les évêques, le diocèse de Pistoia cède 27 paroisses pour l’agrandissement du diocèse de Prato. Le 25 janvier 1954, le pape Pie XII sépare le diocèse de Prato du diocèse de Pistoia par la bulle Clerus populusque. En 1975, Pistoia cède 12 autres paroisses des municipalités de Cantagallo et Vernio en faveur de l'élargissement du diocèse de Prato. Le musée diocésain est créé en 1968 dans certaines parties du palais épiscopal ; en 1997, il trouve son emplacement définitif dans le palais de Rospigliosi.

## Sources
- http://www.catholic-hierarchy.org